# Aleks Stoilow
Aleks Stoilow (bulgarisch Алекс Стоилов; * 5. März 2000 in Sofia) ist ein  bulgarischer Eishockeyspieler, der seit 2022 bei Milenio Logroño in der spanischen Superliga spielt.

## Karriere
Aleks Stoilow begann seine Karriere als Eishockeyspieler in der Nachwuchsabteilung des HK ZSKA Sofia. 2014 wechselte er in die Slowakei und spielte mit dem HC Polygon Prievidza in der zweithöchsten slowakischen U18-Liga. Nach zwei Jahren wagte er den Sprung über den Großen Teich, wo er von 2016 bis 2019 bei den Grey Highland Hawks in der Canadian Premier Junior Hockey League auf dem Eis stand, aber auch von Wiarton Rock und den Seguin Huskies in der Greater Metro Hockey League eingesetzt wurde. Nachdem er zu Saisonbeginn 2019/20 in der französischen Division 3, der vierthöchsten Spielklasse des Landes, bei den Renards d’Orléans spielte, kehrte er noch im Saisonverlauf in die Canadian Premier Junior Hockey League zurück, wo er die Spielzeit bei den Maniwaki Mustangs beendete. Anschließend kehrte er nach Sofia zu seinem Stammverein ZSKA zurück, für den er in der bulgarischen Eishockeyliga spielte. Kurz nach Beginn der Saison 2022/23 wechselte er zu Milenio Logroño in die spanischen Superliga.

### International
Im Nachwuchsbereich nahm Stoilow an den U18-Weltmeisterschaften der Division III 2015 und 2016 sowie den U20-Weltmeisterschaften 2016 und 2019 ebenfalls in der Division III teil.
In der Herren-Auswahl seines Landes spielte Stoilow bei den Weltmeisterschaften der Division III 2017, 2018 und 2019, als der Aufstieg in die Division II geschafft wurde.

## Erfolge und Auszeichnungen
- 2019: Aufstieg in die Division II, Gruppe B, bei der Weltmeisterschaft der Division III